# 土曜ワイド (フジテレビ)
『土曜ワイド』（どようワイド）は、1984年4月から2023年3月25日までフジテレビが土曜午後（昼もしくは夕方）に編成されていた関東ローカルの単発特別番組枠である。

## 概要
1984年3月まで『土曜映画劇場』が放送されていた時間帯でスタート。当初は90分枠で、主に映画・スポーツ中継・バラエティ番組を放送していたが、1985年10月に2時間枠となってからは2時間ドラマの再放送も行っている。
その後、2004年10月の番組改編で韓国ドラマ専門枠の『土曜ワイド・韓流アワー』となるものの、このコンセプトは1年後で終了。2005年10月から再びこの『土曜ワイド』となる。
2022年10月より『土曜RISE!』が13:30 - 14:30枠に新設されたため、14:30 - 15:30枠に縮小、歴代では最も放送時間が少なくなった。
2023年4月より、土曜17:00枠に『ジャンクSPORTS』（第2期）が日曜19:00枠から枠移動、放送されるため、2023年3月25日の放送を以て、通算39年の幕を降ろした。後枠は『土曜スペシャル』が枠合併して放送時間を30分拡大、繰り上げ放送する。

## 編成時間
| 期間    | 期間       | 放送時間（日本時間） | 放送分数         | 備考 |
| ------- | ---------- | -------------------- | ---------------- | --- |
| 1984.04 | 1985.09    | 土曜日 16:00 - 17:25 | 085分            | |
| 1985.10 | 1993.03    | 土曜日 16:00 - 17:54 | 114分            | |
| 1993.04 | 1996.09    | 土曜日 16:00 - 17:55 | 115分            | 17:54から放送されていた番宣番組『今夜の番組から』が『見のがせナイト』への改題時に1分縮小したのに伴い、枠が1分拡大。                            |
| 1996.10 | 2001.03    | 土曜日 16:00 - 18:00 | 120分            | 直後の時間帯に放送の番宣番組が廃止されたのに伴い、枠が5分拡大。                                                                                |
| 2001.04 | 2004.03    | 土曜日 15:30 - 17:30 | 120分            | 18:00に『ミュージックフェア』が移動したため、18:00の『FNNスーパーニュースWEEKEND』と共に30分繰り上げ。                                         |
| 2004.04 | 2004.09    | 土曜日 14:30 - 16:30 | 120分            | 16:30に情報番組『メディア見たもん勝ち!ゼルマ』が設置されたため60分繰り上げ。                                                                   |
| 2004.10 | 2005.09    | （この間、中断）     | （この間、中断） | （この間、中断） |
| 2005.10 | 2011.03    | 土曜日 15:30 - 17:30 | 120分            | |
| 2011.04 | 2012.03    | 土曜日 15:00 - 17:00 | 120分            | 17:00に『さんまのまんま』（カンテレ制作）が移動したため30分繰り上げ。                                                                          |
| 2012.04 | 2013.03    | 土曜日 15:30 - 17:30 | 120分            | 『さんまのまんま』が土曜12:00 - 12:30枠に移動したため30分繰り下げ。                                                                            |
| 2013.04 | 2014.09    | 土曜日 15:00 - 17:00 | 120分            | 17:00に『さんまのまんま』が移動したため30分繰り上げ。                                                                                          |
| 2014.10 | 2016.03    | 土曜日 15:30 - 17:30 | 120分            | 『さんまのまんま』が日曜13:00 - 13:30枠に移動したため30分繰り下げ。                                                                            |
| 2016.04 | 2017.09    | 土曜日 15:00 - 17:00 | 120分            | 17:00に『かたらふ〜ぼくたちのスタア〜』が設置されたため30分繰り上げ。                                                                          |
| 2017.10 | 2018.03    | 土曜日 15:30 - 17:30 | 120分            | 14:00に『いただきハイジャンプ』が移動してくるため30分繰り下げ。不定期だが15:30 - 15:35にガイド枠設置に伴い、15:35から開始する日もあった。      |
| 2018.04 | 2018.09    | 土曜日 13:30 - 15:25 | 115分            | 15:30に『土曜スペシャル』が設置されたため120分繰り上げたうえで5分短縮。不定期だがガイド枠設置により15:20で終了 となる日もあった。              |
| 2018.10 | 2019.03    | 土曜日 13:35 - 15:25 | 110分            | 13:30に番宣番組『フジナビ!』が設置されたため5分繰り下げたうえで5分短縮。                                                                       |
| 2019.04 | 2022.03    | 土曜日 13:30 - 15:25 | 115分            | 直前の時間帯に放送の番宣番組『フジナビ!』が終了・廃枠されたのに伴い、5分前倒し拡大。 ただ不定期だがガイド枠設置により13:35開始となる日もある。 |
| 2022.04 | 2022.09    | 土曜日 13:30 - 15:30 | 120分            | 5分拡大。 |
| 2022.10 | 2023.03.25 | 土曜日 14:30 - 15:30 | 060分            | 『土曜RISE!』新設に伴い、60分縮小。 |

## 放送番組
- 金曜女のドラマスペシャル作品[2]
- 金曜ドラマシアター作品[2]
  - 山村美紗サスペンス赤い霊柩車シリーズ
- 金曜エンタテイメント作品[2]
  - 内田康夫サスペンス浅見光彦シリーズ
  - 美容エステ探偵 悪魔のフィアンセ - 2001年10月6日に再放送。ところが放送中に、ヤクルトスワローズ（フジテレビが球団株を所有）のセ・リーグ優勝がかかった横浜戦（横浜スタジアム）の中継が飛び込み、ドラマの放送は中断。試合はヤクルトが勝って優勝となり、2日前に『世にも奇妙な物語 秋の特別編』を中断[注 2] しながら出来なかった優勝の模様を放送したが、本枠はそのまま終了時刻を迎えたことから同作品を最後まで放送できなかった。
- 金曜プレステージ作品[2]
- 金曜プレミアム作品
  - さよなら！おばさんデカ 桜乙女の事件帖 ザ・ラスト - 2019年1月19日に再放送。当初は『赤い霊柩車 18 危険な落とし穴』を再放送する予定であったが、主演女優の市原悦子が同年1月12日に死去したのに際し、追悼特別番組としてこの作品に差し替えた。
- 土曜プレミアム作品[2]
  - 世にも奇妙な物語シリーズ[2]
  - ほんとにあった怖い話シリーズ
- タモリ・たけし・さんまBIG3 世紀のゴルフマッチ[2]
- ものまね王座決定戦[2]
- プロ野球中継[2]
  - 野球伝来150年メモリアルレジェンド終結!日本野球が目指す道 ヤクルト×巨人 - 2022年6月25日放送（14:30 - 16:30）。野球が伝来して150年になるのを記念して編成。解説：工藤公康（元：福岡ソフトバンク監督）、山本昌（元：中日）。副音声解説は谷繁元信（元：中日監督）、ゲスト：中居正広・山崎弘也（アンタッチャブル）
- 大怪獣空中戦 ガメラ対ギャオス[2]
- 大相撲トーナメント[2]
- ケンカの花道[2]
- サッカーJリーグ中継[2]
- ムツゴロウとゆかいな仲間たち[2]
- 完全なる料理の鉄人・フランス決戦[2]
- 第26回新春スターかくし芸大会 - 1989年。通常は本枠を休止し『土曜スペシャル』を枠拡大して放送、この年は1月7日に12:00 - 15:00に放送する予定であったが、当日は昭和天皇の崩御により翌8日までの特別編成で放送できず、2月25日と3月2日に2分割して放送された。
- ナースのお仕事4 最終回SP - 2002年9月28日に再放送。本放送は4日前の同年9月24日に放送されたが、直前の読売ジャイアンツセ・リーグ優勝決定試合の阪神×巨人戦（阪神甲子園球場、関西テレビ制作）が2時間30分延長したことにより、21:00 - 23:08の予定が23:30 - 翌1:38となったことから急遽編成された。
- 一休さん（鈴木福主演版） - 2013年5月5日に『一休さん2』を放送するにあたり、前日の5月4日に本枠で再放送。
- わ・す・れ・な・い〜巨大津波から逃げる〜 - 2015年3月7日放送。
- HERO - 2015年7月18日に映画版の『HERO』（第2作）が劇場公開されるにあたり、同年7月4日から7月18日まで第1シリーズを14:05 - 17:30の拡大版[注 3] で再放送。7月25日には通常時間で映画版を宣伝し、8月1日から8月22日まで第2シリーズを14:05 - 17:30[注 4] の拡大版[注 3]で再放送した。なお、オリジナル版は両シリーズとも文字多重放送で、第2シリーズのみデータ放送であったが、再放送では文字多重放送は継続し、第2シリーズのデータ放送は行わなかった。
- 古畑任三郎 - 2015年10月24日に三谷幸喜監督映画『ギャラクシー街道』が公開するにあたり、同年10月10日から10月24日まで、全話の中から選んだ3本を14:05 - 17:30の拡大版[注 3]で再放送。13時台移動の初回となる2018年4月14日には、同日放送の三谷脚本ドラマ『黒井戸殺し』事前番組を兼ねて『古畑任三郎ファイナル〜ラスト・ダンス〜』を13:00 - 15:15の拡大版で放送。同日には、正午にも『古畑任三郎 season3』より「哀しき完全犯罪」を放送。また直後の『土曜スペシャル』でも、『古畑任三郎〜今、甦る死〜』を放送した。
- 当初は『金曜プレステージ』→『赤と黒のゲキジョー』→『金曜プレミアム』（現在は廃枠）枠で放送予定だったが、局の編成事情等により未放送となっていた作品を本枠で初放送することがある。2019年は2月9日から5週連続で同様の編成がなされた。
  - アンダーウェア（第4話） - 2015年12月5日に15:05 - 17:30で放送。当初は前日の12月4日に『金曜プレミアム』で放送の予定であったが、当日は水木しげる追悼企画『ゲゲゲの鬼太郎 千年呪い歌』に差し替えられたため、本枠で放送されることとなった。なお本枠は、当初は映画『007 ダイ・アナザー・デイ』を放送する予定であった[3]（枠は同じ）が、この変更によって『007』は同年12月20日の2:10 - 4:20に放送された[4]。
  - 夏樹静子サスペンス 検事千鳥朱子 光る崖 - 2016年2月20日。主演は高島礼子。
  - 出張鑑定人・宝来伝吉2 - 2016年2月27日。主演は伊東四朗。
  - トクチョウの女〜国税局特別調査部〜 - 2017年3月4日。主演は名取裕子。
  - 山村美紗サスペンス 小京都連続殺人事件4 - 2019年2月9日。主演は浅野温子。
  - 医療捜査官 財前一二三6 - 2019年2月16日。主演は高島礼子。
  - 下町人情捜査班 朝田真平2 - 2019年2月23日。主演は中村梅雀。
  - 赤バッヂ - 2019年3月2日。主演は上川隆也。
  - 塔馬教授の天才推理3 からくり人形殺人事件 - 2019年3月9日。主演は佐々木蔵之介。
  - 山村美紗サスペンス 羽田空港殺人事件〜黒の滑走路5〜 - 2019年3月23日。主演は浅野ゆう子。
- 元泥棒・助川六郎のご町内防犯パトロール - 2011年2月19日放送。当初は2005年に『金曜エンタテイメント』で放送する予定だったがオクラとなり、この日放送された。
- ガリレオ - 2016年3月19日に『容疑者Xの献身』、同年同月26日に『真夏の方程式』と、ドラマの派生作品がそれぞれ『土曜プレミアム』で放送されるにあたり、3月5日から5月7日まで再放送。なおこの作品も『HERO』シリーズ同様、オリジナル版は文字多重放送・データ放送だったが、再放送では文字多重放送のみ継続。
- ONE PIECEシリーズ
  - ONE PIECE “3D2Y” エースの死を越えて! ルフィ仲間との誓い - 2016年7月23日に『ONE PIECE FILM GOLD』が公開、その1週前の同年同月16日に『土曜プレミアム』で『ONE PIECE〜ハートオブゴールド〜』が放送されるのにあたり、『ハートオブゴールド』放送と同じ日に再放送。この作品もオリジナル版は文字多重放送・データ放送だったが、再放送では文字多重放送のみ継続[5]
  - ワンピースバラエティ 海賊王におれはなるTV - 2021年9月4日放送（13:30 - 14:30。始めて深夜以外で放送）。
- FNS27時間テレビフェスティバル! 事前番組 - 2016年7月23日 - 同年7月24日に『FNS27時間テレビフェスティバル』が放送されるにあたり、同番組の直前SPを放送[6]。それまで『FNS27時間テレビ』直前SPは『土曜スペシャル』で放送されていたが、同枠の中断に伴い本枠放送となった。
- リオ五輪2016ウィークリーハイライト - 2016年8月13日放送。リオデジャネイロ五輪大会1 - 8日目に行われた各種目の日本代表選手の活躍ぶりを中心に紹介する。
- SMAPグラフィティ - 2016年11月19日から同年12月24日まで放送。
  - 一千兆円の身代金（11月19日。主演：香取慎吾）
  - 新ナニワ金融道（11月26日。主演：中居正広）
  - 八つ墓村（12月3日。主演：稲垣吾郎）
  - 僕が僕であるために（12月10日。主演：SMAP）
  - 古畑任三郎 VS SMAP（12月17日。主演：SMAP）
  - 世にも奇妙な物語 SMAPの特別編（12月24日。主演：SMAP）
- 信長協奏曲（ドラマ版） - 2017年1月14日に本枠で第9話と第10話をまとめて放送。それ以外は平日午後の『メディアミックスα』枠（1月4日の初回拡大版は枠外）で放送。
- 日本人が愛した最高の商品100 - 2017年11月25日に放送。同年10月20日の『2017プロ野球セ･リーグクライマックスシリーズファイナルステージ 広島×横浜DeNA第3戦中継』の雨傘番組として編成されたが、中継が予定通りに行われたことから本枠で初放送。
- めざましテレビ特大号 リポーターやってください! - 2019年4月6日放送。
- 27時間テレビがわかる店 - 2019年11月2日 - 11月3日に『FNS27時間テレビ にほんのスポーツは強いっ!』が放送されるにあたり、直前SPを放送。
- GTO - 2020年6月6日に反町隆史主演版を再編集して再放送。
- 独占取材 北朝鮮拉致 前略めぐみちゃんへ〜横田夫妻、最後の戦い〜 - 2019年3月30日に『土曜スペシャル』で放送された番組を、2020年6月5日に死去した横田滋の追悼特番として、同年同月14日に再放送。
- 鬼滅の刃 - 2020年10月16日に劇場版が公開されるのに伴い、10月17日にテレビアニメ版第十一〜十四話、10月24日に同・第二十二〜二十六話を再放送。放送枠は前者は13:30 - 15:40、後者は13:30 - 16:10[7]。
- 映画「ディープ・インパクト」 - 2020年11月7日に放送。当初同枠で『2020JリーグYBCルヴァンカップ決勝・柏×FC東京』を生中継予定だったが、柏の選手・監督ら十数名が新型コロナウイルス感染症への陽性が確認されたことを受け、開催延期が決定されたため代替番組として編成。
- 黒井戸殺し - 2021年2月27日・3月6日放送。3月6日に放送される『死との約束』宣伝のため。なお2月27日放送分は第1部（13:30 - 14:30）で放送。
- 土竜の唄 潜入捜査官REIJI - 2021年11月13日放送（13:30 - 16:00）。『土竜の唄 FINAL』の公開を記念、および当日『土曜プレミアム』枠で放送の『土竜の唄 香港狂騒曲』の宣伝のため。
- ラーメン大好き小泉さん 二代目!2022年新春SP - 2022年1月8日に第2部（14:45 - 15:55）[注 5]で放送。シリーズでは初の深夜以外での放送。
- 上田晋也の芸人トーク検定 - 2022年1月29日放送（13:30 - 15:00）。
  - 芸人サバイバルトーク!上田に火をつけろ - 2021年4月10日放送（13:30 - 14:55）。
- ポップUP!番外編 スター ニュース速報 - 2022年6月11日放送（14:30 - 15:00）。
- なんかすごいぞ2025〜近未来はこうなる!大阪・関西万博まであと1000日!〜 - 2022年6月25日放送（13:30 - 14:30）。2025年開催予定の2025年日本国際博覧会まで1000日になるのを記念し、同万博の最新情報を放送。司会：横山裕（関ジャニ∞）。
- 2022 FNS歌謡祭 事前番組（2022年12月3日）
- 今週のぽかぽか（2023年1月14日）
- はやく起きた朝は…30年突入スペシャル（2023年3月25日。最終回）
- ほか多数